# Божа-Воля (Лодзинське воєводство)
Божа-Воля (пол. Boża Wola) — село в Польщі, у гміні Кутно Кутновського повіту Лодзинського воєводства.
Населення — 201 особа (2011).
У 1975-1998 роках село належало до Плоцького воєводства.

## Демографія
Демографічна структура станом на 31 березня 2011 року:
|          | Загалом | Допрацездатний вік | Працездатний вік | Постпрацездатний вік |
| -------- | ------- | ------------------ | ---------------- | -------------------- |
| Чоловіки | 98      | 20                 | 63               | 15                   |
| Жінки    | 103     | 13                 | 60               | 30                   |
| Разом    | 201     | 33                 | 123              | 45                   |